# Heinz Schubert
Heinz Schubert (Berlino, 12 novembre 1925 – Amburgo, 12 febbraio 1999) è stato un attore tedesco.

## Filmografia parziale

### Cinema
- Mutter Courage und ihre Kinder, regia di Peter Palitzsch e Manfred Wekwerth (1961)
- Hitler, un film dalla Germania (Hitler, ein Film aus Deutschland), regia di Hans-Jürgen Syberberg (1977)

### Televisione
- Kara Ben Nemsi Effendi - serie TV, 26 episodi (1973-1975)
- Classe di ferro (Der große Bellheim) - miniserie TV, 4 episodi (1993)